# Liga Nacional de Futsal FIFA 2012 (Paraguay)
La Liga Nacional de Futsal FIFA 2012 es la primera edición de la Liga Nacional de Futsal FIFA del Paraguay organizado por la Unión del Fútbol del Interior. El torneo comenzó el 23 de abril de 2012 y se consagró campeón el equipo de Pablo Rojas por primera vez en su historia.

## Sistema de competición
En la primera etapa, los 16 equipos jugarán todos contra todos clasificando los 8 primeros. Estos serán emparejados sobre la base de los méritos deportivos, conformándose estas llaves: 1 con el 8, el 2 con 7, el 3 con 6 y el 4 con el 5. Tras partidos de ida y vuelta, seguirán en competencia los cuatro que pujarán en semifinales, en un solo partido, para definir los finalistas. La gran final por el título se definirá en un solo partido.

## Producto de la clasificación
- El torneo coronará al primer campeón en la historia de La Liga Nacional de Futsal FIFA.

- El campeón del torneo, clasificará directamente a la Copa Libertadores de Futsal.

## Clasificación
- Actualizado el 30 de octubre[3]

| Pos | Equipo                | Pts | PJ | DIF  |
| --- | --------------------- | --- | -- | ---- |
| 1º  | Pablo Rojas           | 70  | 30 | 55   |
| 2º  | Deportivo Amambay     | 60  | 30 | 37   |
| 3º  | Stars Club            | 55  | 30 | 35   |
| 4º  | Santa Rita            | 54  | 30 | 26   |
| 5º  | Club Cerro Porteño    | 52  | 30 | 27   |
| 6º  | Deportivo Humaitá     | 51  | 30 | 15   |
| 7º  | Paranaense            | 50  | 30 | 16   |
| 8º  | Villa Hayes           | 49  | 30 | 32   |
| 9º  | Universidad Americana | 48  | 30 | 11   |
| 10º | Sport Colonial        | 46  | 30 | 1    |
| 11º | Afemec                | 42  | 30 | 18   |
| 12º | Encarnación           | 35  | 30 | -8   |
| 13º | Misiones              | 31  | 30 | -26  |
| 14º | Concepción            | 19  | 30 | -53  |
| 15º | Deportivo Caaguazú    | 18  | 30 | -60  |
| 16ª | Presidente Hayes      | 4   | 30 | -103 |

 Pos=Posición; Pts=Puntos; PJ=Partidos jugados;
 DIF=Diferencia de gol
|  | Clasificados a los cuartos de final. |

## Segunda fase
|  | Cuartos de final   | Cuartos de final  | Cuartos de final  | Cuartos de final  |   |   | Semifinales | Semifinales | Semifinales |  |                   | Final             | Final | Final |  |
|  |                    |                   |                   |                   |   |   |             |             |             |  |                   |                   |       |       |  |
|  |                    |                   |                   |                   |   |   |             |             |             |  |                   |                   |       |       |  |
|  | Santa Rita         |                   |                   |                   |   |   |             |             |             |  |                   |                   |       |       |  |
|  |                    |                   |                   |                   |   |   |             |             |             |  |                   |                   |       |       |  |
|  | Deportivo Humaitá  |                   |                   |                   |   |   |             |             |             |  |                   |                   |       |       |  |
|  |                    | Santa Rita        | Santa Rita        | 2                 |   |   |             |             |             |  |                   |                   |       |       |  |
|  |                    |                   |                   |                   |   |   |             |             |             |  |                   |                   |       |       |  |
|  |                    |                   | Deportivo Amambay | Deportivo Amambay | 4 |   |             |             |             |  |                   |                   |       |       |  |
|  | Deportivo Amambay  | Deportivo Amambay | Deportivo Amambay | Deportivo Amambay | 4 | 2 | 6           |             |             |  |                   |                   |       |       |  |
|  | Deportivo Amambay  | Deportivo Amambay |                   |                   |   |   |             |             |             |  |                   |                   |       |       |  |
|  | Paranaense         | Paranaense        | 2                 | 3                 |   |   |             |             |             |  |                   |                   |       |       |  |
|  | Paranaense         | Paranaense        | 2                 | 3                 |   |   |             |             |             |  | Deportivo Amambay | Deportivo Amambay | 0     |       |  |
|  |                    |                   |                   |                   |   |   |             |             |             |  | Deportivo Amambay | Deportivo Amambay | 0     |       |  |
|  |                    |                   | Pablo Rojas       | Pablo Rojas       | 4 |   |             |             |             |  |                   |                   |       |       |  |
|  | Stars Club         |                   | Pablo Rojas       | Pablo Rojas       | 4 |   |             |             |             |  |                   |                   |       |       |  |
|  |                    |                   |                   |                   |   |   |             |             |             |  |                   |                   |       |       |  |
|  | Club Cerro Porteño |                   |                   |                   |   |   |             |             |             |  |                   |                   |       |       |  |
|  |                    | Stars Club        | Stars Club        | 4                 |   |   |             |             |             |  |                   |                   |       |       |  |
|  |                    |                   |                   |                   |   |   |             |             |             |  |                   |                   |       |       |  |
|  |                    |                   | Pablo Rojas       | Pablo Rojas       | 7 |   |             |             |             |  |                   |                   |       |       |  |
|  | Pablo Rojas        |                   | Pablo Rojas       | Pablo Rojas       | 7 |   |             |             |             |  |                   |                   |       |       |  |
|  |                    |                   |                   |                   |   |   |             |             |             |  |                   |                   |       |       |  |
|  | Villa Hayes        |                   |                   |                   |   |   |             |             |             |  |                   |                   |       |       |  |
|  |                    |                   |                   |                   |   |   |             |             |             |  |                   |                   |       |       |  |
|  |                    |                   |                   |                   |   |   |             |             |             |  |                   |                   |       |       |  |

## Máximos goleadores
| Jugador         | Goles | Equipo                |
| --------------- | ----- | --------------------- |
| Feliciano Núñez | 33    | Misiones              |
| Hugo Delgado    | 33    | Universidad Americana |
| Richard Rejala  | 30    | Stars Club            |